# Lavaux-Sainte-Anne
Lavaux-Sainte-Anne (Waals: Li Vå-Sinte-Ane) is een dorp in de Belgische gemeente Rochefort gelegen langsheen de rivier de Wimbe. Het was voor de gemeentenfusie van 1977 een zelfstandige gemeente.

## Demografische ontwikkeling
- Bronnen:NIS, Opm:1831 tot en met 1970=volkstellingen, 1976= inwoneraantal op 31 december

## Bezienswaardigheden
- Kasteel van Lavaux-Sainte-Anne, waarvan de bouw begon in de 14de eeuw. In het kasteel bevindt zich ook een museum over de natuur, de vossenjacht en de valkerij.

- Fraternité de Tibériade: 500 m buiten het dorp bevindt zich een vestiging van de franciscaanse broeder- en zustergemeenschap Tibériade.

- Arc Majeur, een kunstwerk van Bernar Venet gelegen op de E411 autosnelweg even voorbij afrit 22a.

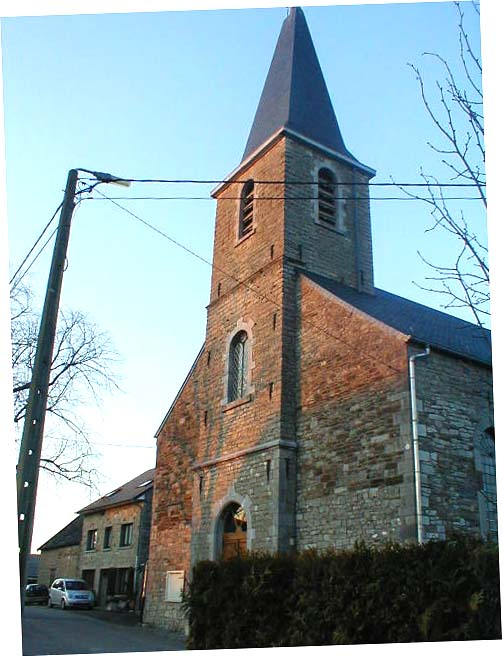
Remigius Kerk
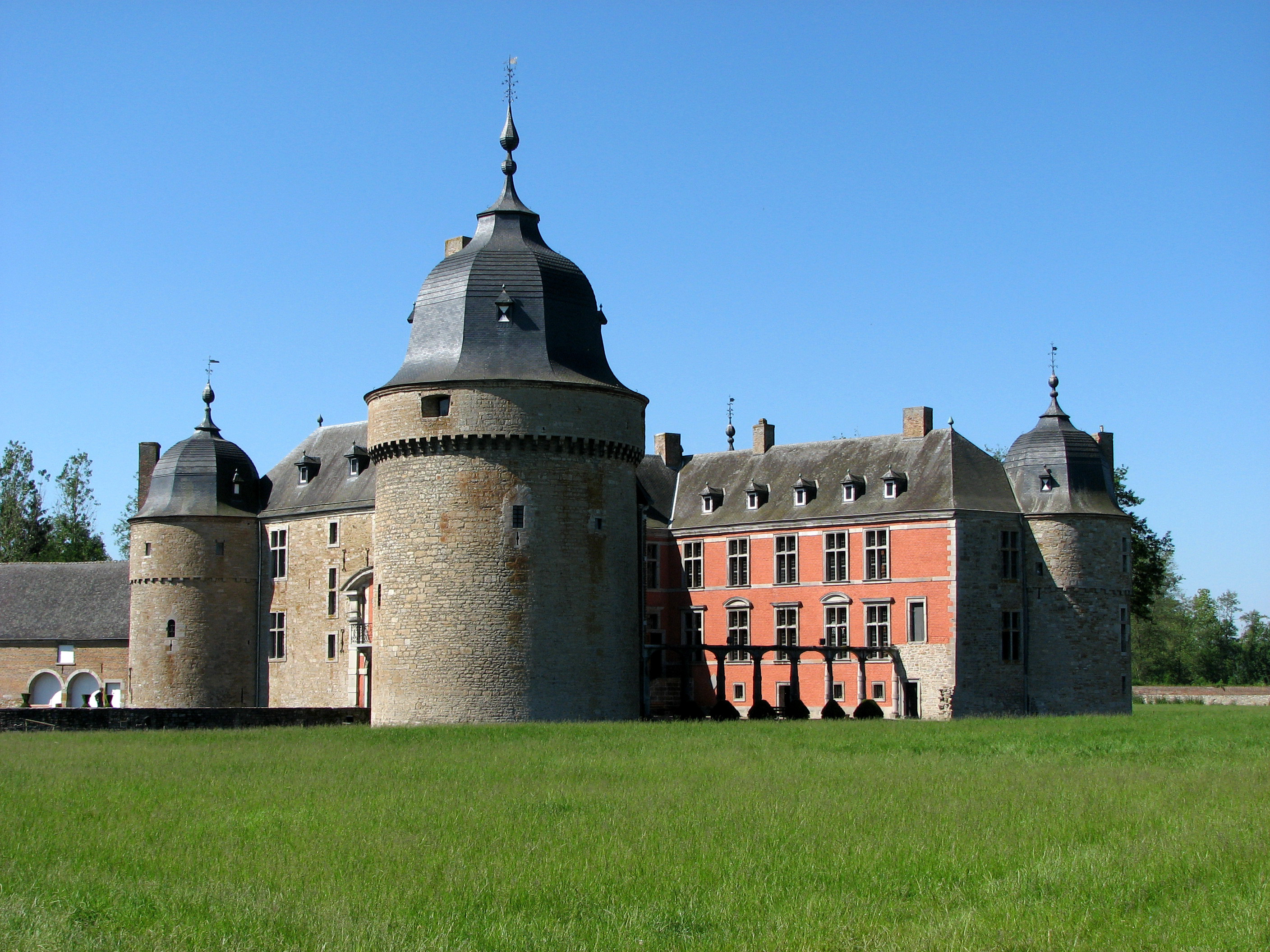
Kasteel van Lavaux-Sainte-Anne

###### 1942-1944: HET BEWAREN VAN KUNSTSCHATTEN IN HET KASTEEL[1]
Tijdens de bezetting van België in 1940-1944 ontstond binnen het Duitse leger de afdeling Kunstschutz (Monumenten- en Kunstwerkenzorg), ondergebracht bij het Militair Bestuur te Brussel.
Al van december 1941 werd de mogelijkheid van een geallieerde invasie met de dag groter. De conservators van de grote musea wilden hun schatten in eigen beveiligde kelders onderbrengen maar botsten op een veto van de Kunstschutz. De kunstschatten moesten samen elders ondergebracht worden, liefst in de Ardennen. De bewaarplaats moest een groot, onderkelderd, afgelegen historisch gebouw zijn, een abdij of kasteel. Uiteindelijk viel de keuze op het kasteel van Lavaux-Saite-Anne dat aan al deze criteria voldeed.
De bewaarplaats werd doorgegeven aan het stadsbestuur van Brugge dat minstens een deel van zijn kostbare kunststukken naar Lavaux wilde overbrengen.
De nog jonge Herman Bouchery (30 jaar), conservator van het Museum Plantin-Moretus te Antwerpen, werd aangesteld om de verhuizing van de kunstschatten te begeleiden en ze ter plaatse te beschermen zolang als nodig was. Hij zou onder moeilijke, oncomfortabele omstandigheden in het kasteel verblijven samen met zijn gezin, met de permanente aanwezigheid van brandweer en rijkswacht.
Het eerste transport van Antwerpen naar Lavaux gebeurde op maandag 1 juni 1942. Op 3 juni gebeurde de rest. Op 10 juni arriveerden kunstwerken uit Brugge o.a. van Van Eyck, Jeroen Bosch en een week later zes Memlings uit het Sint Janshospitaal. 
Bouchery hield nauwgezet temperatuur en vochtigheidsgraad in de onderkelderde bewaarplaatsen voor de kunstwerken bij.
In het dorp groeide ongerustheid over de activiteiten in het kasteel. Niemand wist precies wat daar gaande was. Met de landing van de geallieerde troepen in Normandië op 6 juni 1944 nam de onrust nog toe.
Verzetslieden drongen verscheidene keren het terrein van het kasteel binnen met de bedoeling de rijkswachters te ontwapenen. Op 11 augustus werd tijdens onderhandelingen van pastoor Lecocq en Bouchery met mensen van het verzet opnieuw geschoten, waarbij Bouchery en de pastoor Lecocq lichtgewond raakten.
Na dit incident en ten gevolge van de toenemende spanningen vervoerden verschillende verhuiswagens op 26 augustus 1944 de kunstschatten van Lavaux naar de kelders van de Société Générale te Brussel. Even voorbij Dinant, in Bouvignes, beschoten Amerikaanse piloten het konvooi dat ze als vijandig aanzagen. Vier begeleiders kwamen daarbij om en sommige waardevolle boeken en archieven raakten beschadigd.
Deelgemeenten: Ave-et-Auffe · Buissonville · Éprave · Han-sur-Lesse · Jemelle · Lavaux-Sainte-Anne · Lessive · Mont-Gauthier · Rochefort · Villers-sur-Lesse · Wavreille

Overige dorpen en gehuchten: Auffe · Ave · Belvaux · Briquemont · Forzée · Frandeux · Génimont · Hamerenne · Havrenne · Jamblinne · Laloux · Navaugle · Vignée

Belgische gemeenten · arrondissement Dinant · provincie Namen · Wallonië